# Јосип Торбар
Јосип Торбар (Крашић крај Јастребарског, 1. април 1824 — Загреб, 26. јул 1900) је био хрватски природњак, педагог и политичар.

## Биографија
Рођен је у сељачкој породици, завршио је гимназију у Карловцу а од 1843. учи филозофију на загребачком сјеменишту. Студирао је на Бечком универзитету где је 1852. положио професорски испит. Био је професор загребачке гимназије а кад је 20. новембра отворена реална гимназија у Загребу постао је на њој професор физике и биологије. У три наврата је изабран за представника у хрватском сабору (1861, 1865. и 1875) у коме се залагао за самосталност Хрватске. Био је популаризатор природних наука. Бавио се биологијом, геологијом, метеорологијом и историјом науке. Хрватски сабор га је 9. маја 1866. уврстио међу првих 12 чланова Југословенске академије знаности и умјетности. Био је председник Математичко-природословног разреда и председник ЈАЗУ од 1890. до смрти. Био је оснивач и председник Хрватског планинског друштва.